# Antoine Zahra (1977)
Antoine Zahra (Mosta, 5 marzo 1977) è un ex calciatore maltese, di ruolo centrocampista.

## Carriera

### Club
Ha giocato nella massima serie del campionato maltese con Birkirkara FC e Birkirkara Luxol.

### Nazionale
Ha collezionato 46 presenze con la propria Nazionale, giocandoci dal 1996 al 2005.